# Callitrichia mira
Callitrichia mira là một loài nhện trong họ Linyphiidae.
Loài này thuộc chi Callitrichia. Callitrichia mira được Rudy Jocqué & Scharff miêu tả năm 1986.